# Etimboue
Etimboue è un dipartimento della provincia di Ogooué-Maritime, in Gabon, che ha come capoluogo Omboue.